# Yl-Wagen
Le yl-Wagen (letteralmente: «carrozze yl»), denominate anche Mitteleinstiegswagen («carrozze con ingresso centrale»), erano una serie di carrozze passeggeri delle ferrovie tedesche.
Furono costruite a partire dal 1951 e introdussero una serie di importanti innovazioni tecniche che in seguito sarebbero diventate standard sulle carrozze europee per treni a lunga percorrenza. Furono infatti le progenitrici delle carrozze tipo m, sulla base delle quali l'Union internationale des chemins de fer avrebbe sviluppato il progetto delle carrozze UIC-X.